# Larino
Larino är en ort och kommun i provinsen Campobasso i regionen Molise i Italien. Kommunen hade 6 674 invånare (2018).